# Уретрален стент
Уретералният стент представлява тънка тръбичка, поставена в уретера (пикочопровода) с цел предотвратяване или лечение на обструкция на оттичането на урина от бъбрека към пикочния мехур. Дължината на стентовете, използвани при възрастни пациенти, варира от 24 до 30 см. Уретералните стентове се различават и по отношение на диаметъра и извивката, за да паснат на различните по размер и форма уретери. Обичайно стентът се въвежда в тялото с помощта на цистоскоп. Краищата на стента могат да бъдат навити спирално, за да бъде той фиксиран и да се предотврати разместване, и такъв вид стент се нарича „JJ стент“ или „двоен J stent“, заради приликата с латинската буква J.

## Поставяне на стента
Уретралните стентове се използват да осигурят проходимостта на уретера, която може да е нарушена например от бъбречен камък или проведена медицинска процедура. Методът се използва и като временна мярка, за да се предотврати отказ на бъбрека, докато не се извърши процедура по премахване на бъбречния камък. Поставянето на стент за период от 12 месеца и повече, за да се поддържа уретерът проходим, се налага в случаи, когато той е притиснат от тумор, развиващ се в него или в съседство. В много случаи тези тумори са неоперативни и стентовете осигуряват извеждането на урината от бъбрека. Ако проходимостта на урината е затруднена за продължителни периоди, това може да доведе до увреждане на бъбрека.
Стент може да се постави и на уретер, който е раздразнен или наранен по време на уретероскопска процедура, включваща премахване на бърбечен камък. Стентове, поставени по тази причина, обикновено се оставят в тялото за около седмица и осигуряват, че уретерът не прави спазми и не колабира от причинена травма при процедурата.

## Странични ефекти и усложнения
Основните усложнения при поставянето на уретрални стентове са свързани с размествания, инфекции и запушване заради наслагване на уринни кристали по тръбичката. Съвременните уретрални стентове са с хепариново покритие, което намалява риска от инфекции и отлагане на уринни кристали. Това води до по-малка необходимост от подмяна на стента.
Други усложнения могат да включват повишена честота на позивите за уриниране, кръв в урината, прокапване на урина, болки в бъбрека, в пикочния мехур или в слабините, и болка в бъбреците по време и скоро след уриниране. Тези ефекти са като цяло временни и изчезват с отстраняването на стента. Медикаменти за лечение на свръхактивен пикочен мехур понякога се дават, за да се намали или спре повишената честота и спешност на позивите, причинени от присъствието на стента.
Уретралният стент често е снабден с влакно, което се използва за сваляне на стента, което преминава по дължината на уретера и частично остава да виси извън тялото. Това влакно може да доведе до дразнене на уретера, което е по-голямо при пациенти с вродена хипоспадия или други състояния, изискващи корективна хирургическа намеса. Трябва да се внимава влакното да не се дърпа, което може да доведе до разместване на частта от стента, захваната за бъбрека.
Докато стентът е на мястото си, пациентите могат да извършват повечето от нормалните дейности в ежедневието си. Стентът обаче може да причини дискомфорт при изтощителна физическа активност. Работата и други ежедневни дейности могат да продължат както обикновено. Сексуалната активност е възможна при поставен стент, но стент с влакно може значително да попречи на акта.

## Отстраняване от тялото
Стентовете с влакно могат да бъдат отстранени от бъбрека в рамките на секунди чрез издърпване на влакното. Това обикновено се прави от помощен медицински персонал, но може да бъде извършено и от самия пациент. При премахването на стента е необходимо да се прилага постоянна и равномерна сила и да се внимава за протичането на урина.
Стентовете без влакно се премахват от лекар чрез цистоскопия, без участието на пациента. Цистоскопията обикновено отнема няколко минути и причинява лек дискомфорт и се извършва в клиника или амбулаторно хирургическо отделение. Повечето пациенти изтърпяват отстраняването на стента само с местна упойка, поставена в уретрата. Непосредствено преди процедурата стерилен лубрикант, съдържащ локален анестетик (лидокаин) се въвежда в уретера. Тъй като пациентът не се поставя под обща упойка, може да се храни нормално преди и след манипулацията.
Уретрален стент може да се изведе от тялото и без цистоскопия, посредством система с магнити. Поставеният в тялото стент има малък магнит в края откъм пикочния мехур, който виси свободно в мехура. Когато се наложи изваждането му от тялото, в пикочния мехур се вкарва тънък катетър, също завършващ с магнит, и когато двата магнита се свържат, стентът лесно излиза навън заедно с катетъра. Тази процедура елиминира нуждата от по-скъпата и инвазивна цистоскопска интервенция както при възрастни, така и при деца.